# Svensk livsmedelsindustri

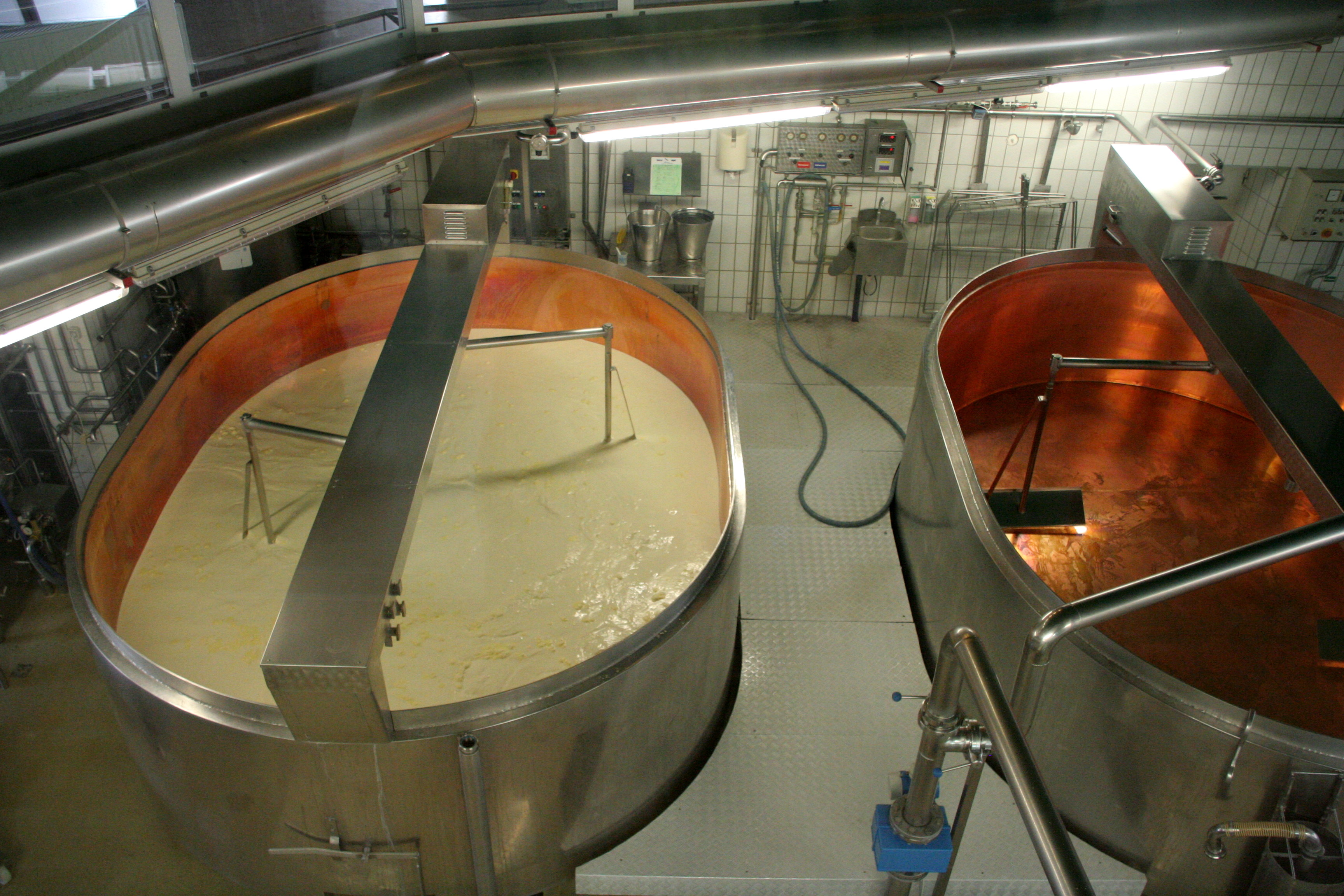
Ystkar för tillverkning av ost.

Svensk livsmedelsindustri är industri som tillverkar livsmedel, bland annat genom förädling av jordbruksprodukter. Livsmedelsindustrin utgör en del av livsmedelskedjan som består av primärproducenter (lantbruket), livsmedelsproducenter (livsmedels- eller förädlingsindustri) och dagligvaruhandeln. 

## Livsmedelsproduktion
Livsmedelsindustrin utgör Sveriges tredje största industrigren och är en av Sveriges geografiskt mest spridda industrier. Svenska livsmedelsföretag delas in i ett femtontal delbranscher. De största delbranscherna är slakt- och chark, mejeri samt bageri som tillsammans står för närmare hälften av antalet sysselsatta. Nästan hälften av livsmedelsföretagen finns inom bageri- och konditori.
Omsättningen i den svenska livsmedelsindustrin uppgick 2016 till cirka 185 miljarder kronor. Förädlingsvärdet, branschens bidrag till BNP (produktionssidan), var knappt 42 miljarder, vilket ger en förädlingsgrad om 24 procent. 

### Svenska livsmedelsföretag
Det finns ungefär 4 600 livsmedelsföretag i Sverige, varav drygt 1 300 enmansföretag. Småföretagen dominerar och endast cirka 650 företag har fler än 10 anställda.
Sveriges 20 största livsmedelsföretag sett till antal anställda och omsättning (i storleksordning)
|    |                                         | Anställda | Omsättning i tusen kr | Storlek efter omsättning |
| 1  | AAK AB                                  | 4 013     | 35 452 000            | 1                        |
| 2  | Scandi Standard AB                      | 3 215     | 10 101 000            | 3                        |
| 3  | Arla Foods AB                           | 3 075     | 17 735 265            | 2                        |
| 4  | Cloetta AB                              | 2 599     | 6 046 000             | 6                        |
| 5  | HKScan Sweden AB                        | 1 731     | 7 456 394             | 4                        |
| 6  | Pågengruppen AB                         | 1 468     | 3 983 468             | 8                        |
| 7  | Orkla Foods Sverige AB                  | 1 403     | 5 774 135             | 7                        |
| 8  | Gunnar Dafgård AB                       | 1 175     | 3 039 099             | 13                       |
| 9  | KLS Ugglarps AB                         | 1 039     | 6 509 481             | 5                        |
| 10 | Atria Sverige AB                        | 991       | 3 051 534             | 12                       |
| 11 | Blentagruppen AB                        | 957       | 2 520 073             | 16                       |
| 12 | Skånemejerier AB                        | 722       | 4 342 405             | 9                        |
| 13 | Fazer Bageri AB                         | 680       | 1 123 106             | 30                       |
| 14 | Orkla Confectionery & Snacks Sverige AB | 506       | 1 842 062             | 18                       |
| 15 | Santa Maria AB                          | 506       | 3 103 994             | 11                       |
| 16 | Frigoscandia AB                         | 474       | 1 843 026             | 19                       |
| 17 | Nestlé Sverige AB                       | 440       | 3 717 820             | 10                       |
| 18 | Barilla Sverige AB                      | 423       | 1 608 825             | 22                       |
| 19 | Fazer Sweden AB                         | 317       | 1 383 535             | 28                       |
| 20 | Nordic Sugar AB                         | 315       | 2 317 435             | 17                       |

Företagen Hilton Foods Sverige AB med 2 594 028 000 kr i omsättning och Berkinge Holding AB med 1 842 062 000 kr i omsåttning tillhör inte de 20 största i antal anställda men finns på 15:e och 20:e plats i omsättning.
Livsmedelsindustrin i Sverige sysselsätter närmare 49 000 personer, men antalet som är beroende av den svenska livsmedelsproduktionen är väsentligt mycket högre. Den så kallade sysselsättningsmultiplikatorn inom livsmedelsindustrin är 2,8 vilket innebär att en anställd inom livsmedelsindustrin ger sysselsättning till ytterligare i snitt 1,8 personer.

### Svensk livsmedelsexport
År 2017 exporterade Sverige mat och dryck till ett värde av ca 50 miljarder kr. De största livsmedelsexportvarorna idag är vodka, kaffe och mejeriprodukter, och förädlade livsmedel står för två tredjedelar av den totala svenska exporten. Svensk livsmedelsexport ökar för tillfället med sex till sju procent per år.